# Boeddhistische vereniging van China
De Boeddhistische vereniging van China is de belangrijke Chinese staatsorganisatie voor het georganiseerd boeddhisme in China. De Vereniging werd in 1953 opgericht en in 1960 ontbonden door de Chinese overheid, waarna ze werd heropgericht in 1982. Het hoofdkwartier van de organisatie is in de Guangjitempel in Peking.
De huidige president is Yi Cheng, die de organisator van World Buddhist Forum is.